# Kot doński sfinks
Doński sfinks (kod EMS: DSP) – rzadka rasa kota, wstępnie uznana przez Międzynarodową Federację Felinologiczną w maju 2006.

## Historia
Pierwszy kot tej rasy narodził się w 1987 w mieście Rostów nad Donem (stąd nazwa: sfinks znad Donu) i wabił się Warwara. 

## Wygląd
Dońskie sfinksy są kotami nagimi. Charakteryzują się mocnym kośćcem oraz mnóstwem zmarszczek. Koty tej rasy mają wysoko postawione uszy, które są lekko przezroczyste pod światło oraz kręcone wibrysy. 
Można je spotkać w wielu odmianach barwnych: jednobarwne tabby, bikolor, van, arlekin. Koty te rodzą się z delikatną sierścią, która jednak zanika zanim kot skończy rok.
Cechą odróżniającą dońskie sfinksy od innych kotów jest podwyższona temperatura ciała. Są one wyjątkowo spokojne i przyjaźnie nastawione do ludzi.

## Temperament i charakter
Sfinks doński wykazuje niezwykłe przywiązanie do właściciela. Jest wesoły, łagodny, uczuciowy i przyjazny, chętnie przesiaduje na kolanach, choć nie lubi nadmiernych pieszczot. Ma zrównoważony charakter i umiarkowany temperament, jest ciekawski i wszędobylski. Dobrze adaptuje się w grupie kotów.